# Luverne (Alabama)
Luverne település az USA Alabama államában, Crenshaw megyében, melynek megyeszékhelye is. Lakosainak száma 2765 fő (2020. április 1.).

## Népesség
A település népességének változása:

| 2010 | 2 800 |
| 2020 | 2 765 |